# Dirección General de Servicios para las Familias y la Infancia
La Dirección General de Servicios para las Familias y la Infancia (DGSFI) de España, también llamada Dirección General de Política Social, Familias e Infancia o Dirección General de Acción Social, del Menor y la Familia, fue el órgano directivo del Gobierno de España que asumió la prestación de servicios sociales así como la ejecución de las políticas gubernamentales sobra las familias y los menores en diversas etapas de la historia reciente.

## Historia
La historia de este órgano se basa en la fusión de otros dos preexistentes: la histórica Dirección General de Beneficencia y la Dirección General de Protección Jurídica del Menor (que más tarde también será del Menor y la Familia).
Se crea por primera vez en 1996 con el nombre de Dirección General de Acción Social, del Menor y la Familia de la refundición de las dos direcciones generales mencionadas y se mantuvo así hasta 2004. En 2004, se vuelven a separar hasta 2009 cuando, bajo el nombre de Dirección General de Política Social, de las Familias y de la Infancia, se recupera. Fue precisamente en esta reforma cuando adquirió la estructura principal en torno a cuatro subdirecciones generales.
Desde entonces se ha mantenido en el Departamento de Sanidad, cambiando su denominación en dos ocasiones, entre de 2011 y 2018 cuando se denominó Dirección General de Servicios para la Familia y la Infancia y desde 2018 hasta ahora que posee la actual denominación, una denominación que pluraliza el término familias debido al concepto progresista del Gobierno socialdemócrata en torno a la existencia de diferentes tipos de familias.
El 29 de enero de 2020 se suprimió el órgano, dividiéndose sus funciones por segunda vez entre las direcciones generales de Derechos de la Infancia y de la Adolescencia, y de Diversidad Familiar y Servicios Sociales. Esta supresión fue efectiva el 5 de febrero, tras el cese del director general y el nombramiento de sus sucesores.

## Estructura
En su última etapa, se estructuró mediante los siguientes órganos directivos:
- La Subdirección General de Programas Sociales.
- La Subdirección General de Organizaciones no Gubernamentales y Voluntariado.
- La Subdirección General de las Familias.
- La Subdirección General de Infancia.

## Presupuesto
La Dirección General de Servicios para las Familias y la Infancia tuvo un presupuesto asignado de 231 122 840 € para el año 2019. De acuerdo con los Presupuestos Generales del Estado de 2018, prorrogados para 2019, la DGSFI participaba en dos programas:
| N.º Programa                              | Programa                                  | Dotación      | Ref.  |
| ----------------------------------------- | ----------------------------------------- | ------------- | ----- |
| 231F                                      | Otros servicios sociales del Estado       | 225 184 060 € | [ 7 ] |
| 231G                                      | Promoción y servicios a la juventud       | 5 938 780 €   | [ 8 ] |
| Total presupuesto de la Dirección General | Total presupuesto de la Dirección General | 231 122 840 € |       |

## Titulares
- María Teresa Mogín Barquín (18 de mayo de 1996-19 de octubre de 2002)[9]
- María del Pilar Dávila del Cerro (19 de octubre de 2002-24 de abril de 2004)[10]
- Juan Carlos Mato Gómez (25 de abril de 2009-4 de enero de 2012)[11]
- María Salomé Adroher Biosca (24 de enero de 2012-2 de julio de 2016)[12]
- María del Pilar Gonzálvez Vicente (24 de diciembre de 2016-9 de junio de 2018)[13]
- María Teresa Patiño Lafuente (9 de junio de 2018-6 de octubre de 2018)[14]
- Ángel Parreño Lizcano (5 de octubre de 2018-5 de febrero de 2020)[15][6]